# براء عازب
بَراءِ بن عازِب یکی از صحابه محمد بود، که یکی از روات حدیث هم به‌شمار می‌رود.

## زندگی‌نامه
او در دوران جوانی به اسلام گروید و در پانزده جنگ، از جمله جنگ خیبر، در کنار پیامبر اسلام جنگید. وی همچنین از هم نشینان محمد و از راویان حدیث نیز بوده‌است. در سال ۲۴/۶۴۵ در زمان خلافت عثمان، فرماندار ری (در ایران) شد. سرانجام به کوفه بازگشت و در آنجا در سال ۷۱/۶۹۰ درگذشت.